# پارک ملی شن‌های سفید
پارک ملی شن‌های سفید یک پارک ملی ایالات متحده آمریکا است که در نیومکزیکو واقع شده و کاملاً توسط میدان موشکی وایت سندز احاطه شده است. این پارک شامل ۱۴۵٬۷۶۲ جریب فرنگی (۲۲۷٫۸ مایل مربع؛ ۵۸۹٫۹ کیلومتر مربع) در حوضه تولاروسا است، که ۴۱٪ جنوبی یک میدان سفید شنی به مساحت ۲۷۵ مایل مربع (۷۱۰ کیلومتر مربع) متشکل از بلورهای ژیپسوم را در بر می‌گیرد. این میدان شنی ژیپسوم بزرگ‌ترین نوع خود در جهان است، با عمقی حدود ۳۰ فوت (۹٫۱ متر), تپه‌هایی به ارتفاع ۶۰ فوت (۱۸ متر), و حدود ۴٫۵ میلیارد تن کوتاه (۴٫۱ میلیارد تن متریک) از شن ژیپسوم.